# Baula (Islàndia)
Baula és una muntanya situada a l'oest d'Islàndia prop de la Ruta 1, la Universitat de Bifröst, i els cràters de Grábrók. La tonalitat vermellosa o ataronjada de la muntanya és deguda per la seva composició rocosa de riolita.
Geològicament, la muntanya és un laccolith, un tipus d'intrusió ígnia. Es va formar fa 3,4 milions d'anys.
Baula es caracteritza pel seu con quasi perfecte. A prop hi ha la "germana petita" de Baula, una muntanya anomenada Litla-Baula, on es troben rares columnes de riolita. Els dos cims, Baula i Litla-Baula sovint han estat descrits com el parell de muntanyes més bonics d'Islàndia.

## Galeria

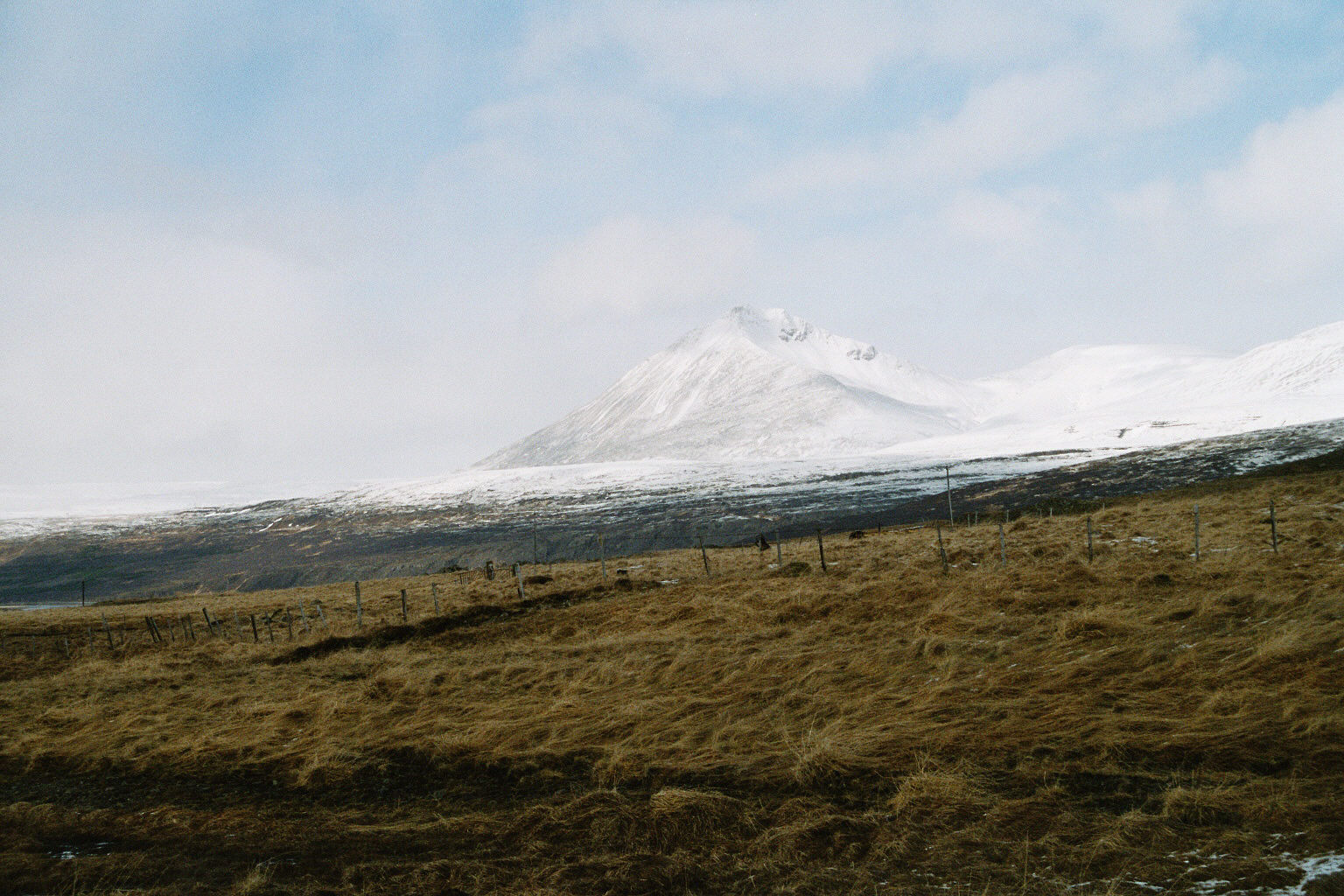
La muntanya Baula